# Jean Rouzaud
 (octobre 2018).
Pour les articles homonymes, voir Rouzaud.
Jean Rouzaud est un auteur de bandes dessinées, romancier, réalisateur et chroniqueur français né le 1er juin 1949. Membre fondateur du collectif artistique Bazooka, il est chroniqueur sur Radio Nova.

## Biographie
Auteur du mouvement punk, Jean Rouzaud publie les aventures de Z Craignos - un punk violent et désespéré dans diverses revues[réf. souhaitée]. Il collabore aussi avec Jean Teulé. De 1970 à 1984 il participe à des magazines dont Record, Actuel, Libération, L’Écho des savanes, Pilote, Métal hurlant, Viper, etc. Il est également chroniqueur mode d'Actuel de 1978 à 1984.
Cofondateur de Bazooka, il finit par rompre avec les autres membres. C'est à la même période qu'il se détourne de la bande dessinée pour se consacrer à la mode et à la réalisation de portraits documentaires, souvent avec Jean-François Bizot, pour Télélibération, Canal+ ou le Centre Georges-Pompidou. Il s'agit principalement de figures du stylisme mais pas seulement, il fait notamment le portrait de Jean Paul Gaultier, Azzedine Alaïa, Josiane Balasko, Chantal Thomass, Jacques Dutronc, etc.[réf. souhaitée]
Auteur de divers livres (roman, reportage, BD, etc.), il publie L'Inconnu de Bazooka, une autobiographie, en 2007.
En 1992, il entre dans le groupe Nova et travaille pour les supports Nova Productions (TV), Nova Magazine, Radio Nova.

## Publications
- Z Craignos, bande dessinée :

1. La Zone, Le Dernier terrain vague, 1980.
2. Pochette de 45tours pour le groupe punk rock Z Craignos, 1982.
3. La Fin des branchés, Les Humanoïdes associés, coll. « H Humour Humanoïde », 1983.

- Le Palace : Remember, textes autour de photos de Guy Marineau, Hoëbeke, 2005.
- J'ai tort d'avoir raison, recueil de chroniques radio, Scali, 2007.
- Jean-François Bizot présente la New Wave, reportage, avec Mariel Primois, Éditions du Panama, coll. « Actuel », 2007.
- L'Inconnu de Bazooka, de Jean Rouzaud, Ragage, coll. « Marges », 2007.
- Abakua ou Le cœur qui vole, roman, Ragage, 2008.

## Filmographie
- Thierry Mugler, producteur, 1985.
- Dario Moreno, réalisateur, 1994.